# Jim Skinner
Jim Skinner (* 1944) ist ehemaliger Chef des Restaurantkonzerns McDonald’s.

## Leben
Skinner begann bei McDonald’s im Jahre 1971 als Trainee in der Managementausbildung. Seine Karriere bei McDonald’s ist sehr schnell vorangegangen. Er hatte zahlreiche Führungspositionen inne. 
Von 1995 bis 1997 war er Executive Vice President und International Relationship Partner für Zentraleuropa, den Mittleren Osten, Afrika und Indien. Von 1997 bis 2001 war Skinner Präsident von McDonald’s in Gesamt-Europa. Anschließend wurde er Vice Chairman der McDonald’s Corporation. In dieser Funktion leitete er das operative Geschäft der Geschäftsbereiche Asien, Nahost, Afrika (AMEA) und Lateinamerika mit insgesamt etwa 12.500 Filialen. Zusätzlich hatte Skinner für alle Bereiche die Personalverantwortung inne. Erst mit Beginn des Jahres 2004 hatte er außerdem die Leitung der 4.000 japanischen McDonald’s-Filialen übernommen. 
Skinner wurde Nachfolger des am 22. November 2004 aus gesundheitlichen Gründen zurückgetretenen (und inzwischen verstorbenen) Charlie Bell. Bis Juni 2012 leitete Skinner das Unternehmen; ihm folgte an der Unternehmensspitze der Manager Don Thompson.